# お印
お印（おしるし）は、日本の皇族が身の回りの品などに用いる徽章・シンボルマーク。御印章とも。

## 起源
起源は一般的には江戸時代後期、光格天皇の皇子・皇女らが用いたものとされているが、「内々のしきたりで記録にも残されない。正直言って詳しいことは分からない。」と宮内庁書陵部は発表している。明治時代以降、宮廷内で広く用いられるようになった。皇室典範など法令上の明確な規定はなく、慣例として行われてきた制度である。皇族に仕える者たちが、皇族の名前や称号を書くことは恐れ多いと考え、お印を使うようになったともいわれる。もともとは女性の間で始まったという説もある。

## 実例

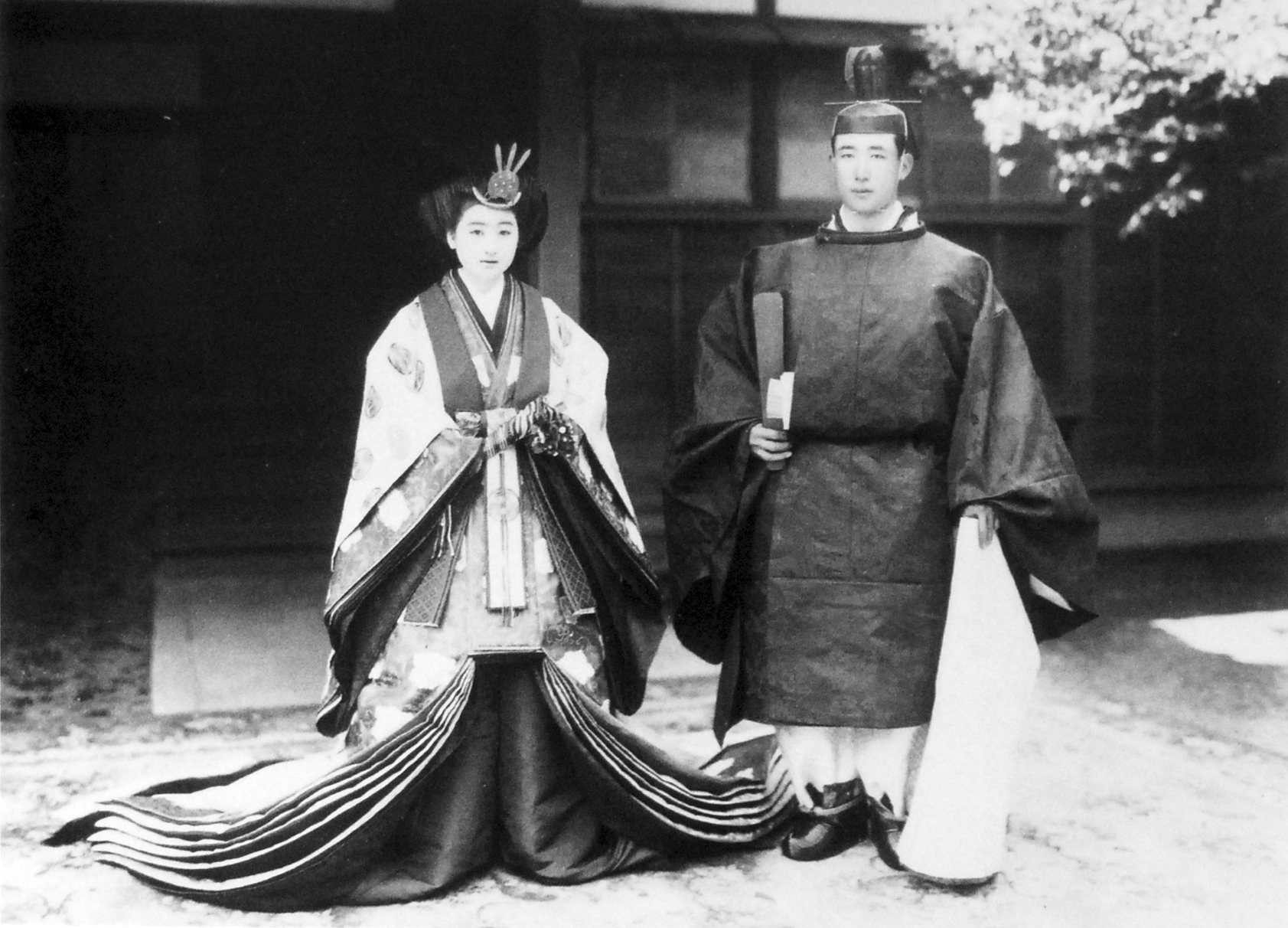
北白川宮永久王と徳川祥子の結婚の儀
祥子妃の五衣は、紅梅の襲色目。唐衣は白地に、紅梅色で徳川家の家紋：三つ葉葵が配されている。

親王、内親王、王、女王の場合は命名の儀において、内親王と女王をのぞく親王妃、王妃の場合は皇族男子との結婚時に定められる。圧倒的に植物にまつわるものが多いが、そうでない者もいる。決めるのは母あるいは祖母が多いとされるが父母・祖父母や結婚する夫妻などの合議で決めている例も多い。図案については、皇后雅子の場合は東京芸術大学名誉教授の吉田左源二が図案化を担当したと報じられ、外注されている例もある。
また、親兄弟と関連性を持たせたお印も多く、大正天皇の4皇子は全員「若○」の形式であり、三笠宮崇仁親王の子女は全員「木へん」が共通している（なお、名前も全員「ウ冠」が共通）。
単に徽章としてのみならず、宮家を創設した場合の紋や祝賀行事の際のボンボニエールに、お印の意匠が用いられるなど、その人の象徴として用いられている。実際に身の回りのものに刻印されることは少なく、旅行時の荷物の識別のため、タグに「はまなす」など、お印の名前を文字で書き込むことがある。
また、1935年（昭和10年）4月に北白川宮永久王が徳川祥子と結婚した際には、ボンボニエールにそれぞれのお印の意匠を用いたのみならず、祥子のお印「紅梅」に因み、結婚の儀で着用した五衣や唐衣は、紅梅の配色（襲の色目）となっている。ただし、この当時9歳であった昭和天皇の第一皇女成子内親王も紅梅をお印としており、同時代に重複していた例となる。なお後年、成子内親王が盛厚王と結婚後皇籍離脱し、36歳で早世した際には、その墓所には成子のお印の紅梅と、夫盛厚のお印の松が植えられている。

## 歴代天皇・皇后
- 明治天皇：永（文字）
  - 昭憲皇太后：若葉
- 大正天皇：壽（文字）
  - 貞明皇后：藤
- 昭和天皇：若竹
  - 香淳皇后：桃
- 上皇明仁：榮（文字） ※第125代天皇
  - 上皇后美智子：白樺 (第125代天皇后)
- 今上天皇：梓
  - 皇后雅子：ハマナス

## 皇子女

### 明治天皇皇子女
- 明宮嘉仁親王：壽（文字）
- 常宮昌子内親王：鶴[9]
- 周宮房子内親王 ：亀[9]
- 富美宮允子内親王：徳[9]
- 泰宮聡子内親王：孝[9]

### 大正天皇皇子
- 迪宮裕仁親王：若竹
- 淳宮雍仁親王：若松
- 光宮宣仁親王：若梅
- 澄宮崇仁親王：若杉

### 昭和天皇皇子女
- 照宮成子内親王：紅梅[9]
- 久宮祐子内親王：?
- 孝宮和子内親王：白菊[9]
- 順宮厚子内親王：菊桜[9]
- 継宮明仁親王：榮（文字）
- 義宮正仁親王：黄心樹
- 清宮貴子内親王：橘[9]

### 上皇皇子女
- 浩宮徳仁親王：梓
- 礼宮文仁親王：栂
- 紀宮清子内親王：未草

### 今上天皇皇子女
- 敬宮愛子内親王：ゴヨウツツジ

## 皇族

### 上皇明仁の皇子を祖とする宮家

秋篠宮家の紋
菊花を初代当主の文仁親王のお印：栂で囲む

秋篠宮家
- 秋篠宮文仁親王：栂
- 文仁親王妃紀子：檜扇菖蒲
  - 眞子内親王：木香茨
  - 佳子内親王：ゆうな
  - 悠仁親王：高野槇

### 昭和天皇の皇子を祖とする宮家
常陸宮家
- 常陸宮正仁親王：黄心樹
- 正仁親王妃華子：石南花

### 大正天皇の皇子を祖とする宮家
秩父宮家
- 秩父宮雍仁親王：若松
- 雍仁親王妃勢津子：菊

高松宮家
- 高松宮宣仁親王：若梅
- 宣仁親王妃喜久子：亀→撫子

三笠宮家
- 三笠宮崇仁親王：若杉
- 崇仁親王妃百合子：桐
  - 甯子内親王：楠
  - 寬仁親王：柏
  - 寬仁親王妃信子：花桃
    - 彬子女王：雪
    - 瑶子女王：星

  - 宜仁親王：桂
  - 容子内親王：楓
  - 憲仁親王：柊

### 三笠宮崇仁親王の子孫
桂宮家
- 桂宮宜仁親王：桂

高円宮家
- 高円宮憲仁親王：柊
- 憲仁親王妃久子：扇
  - 承子女王：萩
  - 典子女王：蘭
  - 絢子女王：葛